# Alla Korot
Pour les articles homonymes, voir Korot.
Alla Korot née le 1er novembre 1970 à Odessa en République socialiste soviétique d'Ukraine est une actrice et une danseuse américaine.

## Biographie
Les parents d'Alla Korot s'appellent Elena et Alex Korot. Elle et ses parents émigrèrent vers les États-Unis en 1977, elle grandit donc dans la ville de San Francisco.
Avant de devenir actrice, Alla Korot fut danseuse pour le Ballet Celeste International avec sa famille pendant six ans. Après cela, sa famille décida de rester et s'établir en Californie. C'est là que Korot gagna le titre de California Miss T.E.E.N. en 1987.
En 1990 Korot s'en alla pour emménager à New York et réussit à décrocher un rôle dans le soap opera Another World qui la fera connaître en tant que Jenna Norris. Korot s'en alla de la série en décembre 1993 et joua ensuite sporadiquement dans des épisodes de séries télévisées pour ensuite retourner au soap opera en tant que Allie Doyle dans le feuilleton télévisé La Force du destin (1997-1998).
Bien plus tard, Korot joua dans six épisodes de la série télévisée Washington Police dans le rôle d'Erin Vratalov, elle fut ensuite guest star pour les séries télévisées Nip/Tuck et 24 Heures chrono.
En 2007, Korot joua dans le SOAPnet General Hospital: Night Shift.

## Vie privée
Korot vit toujours en Californie. Elle est de confession juive et est mariée à homme russo-israélien. Ils ont lancé à eux deux L'Uvalla, un site internet basé sur le business des soins de la peau.

## Filmographie
- 1990-1993 : Another World (TV) : Jenna Norris
- 1997-1998 : La Force du destin (TV) : Allie Doyle
- 2000 : Washington Police (TV) : Erin Vratalov
- 2001 : 24 Heures chrono (TV)
- 2003 : Nip/Tuck (TV)
- 2006 : Miss Détective : La mémoire envolée (Jane Doe: Yes, I Remember It Well) (TV) : Ursula Voss
- 2007 : General Hospital: Night Shift (TV) : Stacey Sloan
- 2015 : I Spit on Your Grave 3